# ألين سلوتجيس
ألين سلوتجيس (26 يوليو 1979) هي مساعد إداري ومحترف في التربية البدنية ومعلمة وسياسية برازيلية منتسبة الحزب الاجتماعي الليبرالي، تعمل حاليًا كنائبة فيدرالية.

## الحياة الشخصية والمهنية
سليل عائلتها هو هولندي هاجر إلى البرازيل، أجدادها من الأب ماريا آنا فان دير هايدن وأدريانوس مارتينوس سلوتجيس، ولدوا في هولندا وغادروا البلاد مع أطفالهم في عام 1949 . جنبا إلى جنب مع عائلات هولندية أخرى، استقروا في مستعمرة هولامبرا في منطقة كامبيناس في ساو باولو. في عام 1953 أقامت عائلة سلوتجيس في منطقة كامبوس جيرايس في بلدية كاسترو في بارانا، وكرسوا أنفسهم للزراعة والثروة الحيوانية. هي ابنة ألبرتوس ماريا سلوتجيس وليليا كريلينج سلوتجيس، ولدت ألين في مدينة كاسترو عام 1979.
مقيمة في أحد أكبر أحواض الألبان في البلاد، في سن الثامنة كانت تساعد بالفعل في مهنة الأسرة، وتساعد والدها وهو هولندي على توصيل الحليب في الحي. من 14 إلى 15 عامًا كانت سكرتيرة أكاديمية، وكانت أول وظيفة لها بحكم الأمر الواقع، وكانت بالفعل في المدرسة الثانوية رئيسة لاتحاد الطلاب.
سلوتجيس متزوجة ولديها ثلاثة أطفال. هي من الروم الكاثوليك.